# أندريا فنتوريني
أندريا فنتوريني (بالإيطالية: Andrea Venturini)‏ هو لاعب كرة قدم إيطالي في مركز الدفاع، ولد في 15 أغسطس 1996 في قاصنة في إيطاليا.

## وصلات خارجية
- أندريا فنتوريني على موقع قاعدة بيانات كرة القدم.إي يو (الإنجليزية)
- أندريا فنتوريني على موقع Soccerway.com (الإنجليزية)
- أندريا فنتوريني على موقع عالم كرة القدم.نت (الإنجليزية)